# Amandla
Amandla – album nagrany prawdopodobnie w 1988 lub 1989 r. przez Milesa Davisa i wydany w 1989 r.

## Historia i charakter albumu
Amandla jest trzecim i ostatnim albumem Milesa Davisa wynikłym ze współpracy z multiinstrumentalistą i producentem Marcusem Millerem. Pozostałe dwa to Tutu z 1986 r. i Music for Siesta z 1987 r.
Amandla została dedykowana Gilowi Evansowi i została bardzo dobrze przyjęta przez krytyków.
Utwór "Mr. Pastorius" jest poświęcony tragicznie zmarłemu, wybitnemu basiście Jacowi Pastoriusowi.
Jest mieszaniną muzyki powstałej z użycia instrumentów elektronicznych jak i tradycyjnych.

## Muzycy
- Miles Davis – trąbka
- Marcus Miller – gitara basowa (wszystkie); instrumenty klawiszowe (wszystkie); perkusja (1,); gitara (1, 4, 7); klarnet basowy (1, 2, 3, 4, 7, 8); saksofon sopranowy (1, 3)
- Kenny Garrett – saksofon altowy (1, 3, 4, 5, 6, 7); saksofon sopranowy (2)
- George Duke – instrumenty klawiszowe (2); syntezator (2)
- Michael Landau – gitara (2)
- Joey DeFrancesco – instrumenty klawiszowe (2)
- Ricky Wellman – perkusja (3, 7)
- Foley – gitara (3, 4, 7) (solo)
- Jean-Paul Bourelly – gitara (3, 5)
- Don Alias – instrumenty perkusyjne (1, 3, 6)
- Mino Cinelo – instrumenty perkusyjne (1)
- Omar Hakim – perkusja (4, 6)
- Paulinho Da Costa – instrumenty perkusyjne (4, 5)
- Rick Margitza – saksofon tenorowy (5)
- Joe Sample – pianino (6)
- Bashiri Johnson – instrumenty perkusyjne (6)
- John Bigham – gitara (7), instrumenty klawiszowe (7), programowanie perkusji (7)
- Billy "Spaceman" Patterson – gitara wah-wah (7)
- Al Foster – perkusja (8)
- Jason Miles – programowanie syntezatorów

## Spis utworów
| 1. | Catémbe       | 5:37  |
|    |               |       |
| 2. | Cobra         | 5:16  |
|    |               |       |
| 3. | Big Time      | 5:41  |
|    |               |       |
| 4. | Hannibal      | 5:51  |
|    |               |       |
| 5. | Jo-Jo         | 4:51  |
|    |               |       |
| 6. | Amandla       | 5:21  |
|    |               |       |
| 7. | Jilli         | 5:06  |
|    |               |       |
| 8. | Mr. Pastorius | 5:41  |
|    |               |       |
|    |               | 43:24 |
|    |               |       |

## Opis płyty
- Producent – Tommy LiPuma i Marcus Miller; George Duke, Marcus Miller i Tommy LiPuma (2); Tommy LiPuma, Marcus Miller i John Bigham (7)
- Producent wykonawczy – Miles Davis
- Nagranie – Eric Calvi
- Studio – Clinton Recordings
- Nagranie – Bruce Miller
- Studio – Right Track
- Nagranie (2) – Eric Zobler
- Studio – Le Conks West
- Dodatkowe nagrania – Ocean Way Studio
- Inżynier tych nagrań – Al Schmitt
- Inne studia dodatkowych nagrań – Power Station, Quadrasonic Recording, Electric Lady Studio
- Dodatkowa inżynieria dźwięku – Alec Head i Henry Falco
- Asystenci inżynierów – Debi Cornish, Kevin Fisher, Mitch Gibson, Roy Hendrickson, Ed Korengo, Scott Mabuchi, Joe Martin, Danny Mormando, Dave Wolk
- Miksowanie – Bill Schnee
- Studio – Bill Schnee Studio
- Koordynacja produkcji – Bibi Green, Rosemary Kraitz, Stephanie McCravey
- Data nagrania – najpewniej 1988 lub 1989
- Mastering – Doug Sax
- Studio – Mastering Lab
- Kompozycje i aranżacje – Marcus Miller
- Kompozycja i aranżacja – George Duke (2)
- Kompozycja¹ i aranżacja² – John Bigham¹² i Marcus Miller² (7)
- Długość – 43 min. 27 sek.
- Okładka – Miles Davis i Jo Gelbard
- Firma nagraniowa – Warner Bros.
- Numer katalogowy – W2 25873